# خوزه فرانسیسکو مانوز
خوزه فرانسیسکو مانوز (انگلیسی: José Francisco Mañuz؛ زادهٔ ۲۹ دسامبر ۱۹۶۰) بازیکن فوتبال اهل اسپانیا است.
از باشگاه‌هایی که در آن بازی کرده‌است می‌توان به باشگاه فوتبال هرکولس و باشگاه فوتبال دپورتیوو لاکرونیا اشاره کرد.
وی همچنین در تیم ملی فوتبال زیر ۱۸ سال اسپانیا بازی کرده‌است.